# Norbert Ehrhardt
Norbert Ehrhardt (* 26. März 1953 in Hamburg) ist ein deutscher Althistoriker und Epigraphiker.
Norbert Ehrhardt studierte Geschichtswissenschaften an der Universität Hamburg und wurde dort 1982 mit einer epigraphischen Arbeit zum Thema Milet und seine Kolonien. Vergleichende Untersuchung der kulturellen und politischen Einrichtungen bei Peter Herrmann promoviert. Als Auszeichnung für seine Dissertation erhielt Ehrhardt 1983/84 ein halbes Reisestipendium des Deutschen Archäologischen Instituts. Anschließend wurde er wissenschaftlicher Assistent von Peter Weiß an der Universität Kiel. Die Habilitation erfolgte 1989 mit der Arbeit Tradition und Wirklichkeit. Untersuchungen zu zwischenstaatlichen Kriegen im archaischen und frühklassischen Griechenland an der Universität Kiel. Die Arbeit blieb unpubliziert. 1993 wurde er als Nachfolger Ruth Altheim-Stiehls auf die C3-Professur für Alte Geschichte an der Universität Münster berufen, wo er bis zur Versetzung in den Ruhestand Ende März 2017 lehrte. Sein Nachfolger wurde Patrick Sänger.
Ehrhardts Forschungsschwerpunkt ist die antike Geschichte Griechenlands und Kleinasiens.

## Schriften (Auswahl)
- Milet und seine Kolonien. Vergleichende Untersuchung der kulturellen und politischen Einrichtungen (= Europäische Hochschulschriften. Reihe 3: Geschichte und ihre Hilfswissenschaften. Band 206). Peter Lang, Frankfurt am Main/Bern/New York 1983, ISBN 3-8204-7876-0.
- Herausgeber mit Linda-Marie Günther: Widerstand – Anpassung – Integration. Die griechische Staatenwelt und Rom. Festschrift für Jürgen Deininger zum 65. Geburtstag. Franz Steiner, Stuttgart 2002, ISBN 3-515-07911-4.
- mit Peter Herrmann und Wolfgang Günther: Inschriften von Milet. Teil 3: Inschriften n. 1020–1580 (= Milet. Ergebnisse der Ausgrabungen und Untersuchungen seit dem Jahre 1899. Band 6, Teil 3). Walter de Gruyter, Berlin/New York 2006, ISBN 978-3-11-018966-7.
- Herausgeber mit Eva Herrmann: Briefe von der archäologisch-epigraphischen Stipendiatenreise 1955/56 in den Ländern des Mittelmeerraums (= Quellen und Forschungen zur antiken Welt. Band 54). Utz, München 2008, ISBN 978-3-8316-0807-2.
- Herausgeber mit Henning Börm und Josef Wiesehöfer: Monumentum et instrumentum inscriptum. Beschriftete Objekte aus Kaiserzeit und Spätantike als historische Zeugnisse. Franz Steiner, Stuttgart 2008, ISBN 978-3-515-09239-5.